# The Long Way Home
The Long Way Home é um filme-documentário estadunidense de 1997 dirigido e escrito por Mark Jonathan Harris, que conta sobre a fuga de judeus durante o Holocausto. Venceu o Oscar de melhor documentário de longa-metragem na edição de 1998.

## Elenco
- Morgan Freeman - Narrador